# Списак финала Конкакафовог златног купа
Конкакафов златни куп (шп. Copa de Oro de la CONCACAF, енгл. CONCACAF Gold Cup finals) је фудбалско такмичење мушких фудбалских репрезентација Северне Америке, Централне Америке и Кариба, којим управља Конкакаф. Турнир се одржава сваке две године и користи се за одређивање шампиона континента, раније, победник такмичења би се такође квалификовао за ФИФА Светско клупско првенство.
Златни куп је основан 1991. године као наследник шампионата Конкакафа и играо се највише у Сједињеним Државама. На разним турнирима учествовало је осам до шеснаест тимова, укључујући и гостујуће тимове изван конфедерације. Свако издање почиње са раунд-робин групном фазом и кулминирао је у нокаут фази са једном елиминацијом. Мексико је најуспешнији тим у историји турнира, са осам победа, а следе САД са седам титула и Канада са једном.

## Списак финала
| dagger | Утакмица је добијена у продужецима |
| ‡      | Утакмица је добијена на пенале     |

- Колона „Година“ односи се на годину одржавања Конкакафов златни куп, а викивезу на чланак о том турниру.
- Везе у колонама „Победници“ и „Другошампиони“ указују на чланке за националне фудбалске репрезентације земаља, а не на чланке за земље.
- Викивезе у колони „Коначни резултат“ упућују на чланак о финалној утакмици тог турнира.

| Година | Победник         | Резултат | Другопласирани   | Стадион                         | Град                  | Посета  | Референце |
| ------ | ---------------- | -------- | ---------------- | ------------------------------- | --------------------- | ------- | --------- |
| 1991.  | Сједињене Државе | 0 : 0 ‡  | Хондурас         | Мемориал колосеум               | Лос Анђелес, САД      | 39.873  |           |
| 1993.  | Мексико          | 4 : 0    | Сједињене Државе | Стадион Астека                  | Мексико Сити, Мексико | 130.800 |           |
| 1996.  | Мексико          | 2 : 0    | Бразил           | Мемориал колосеум               | Лос Анђелес, САД      | 88.155  |           |
| 1998   | Мексико          | 1 : 0    | Сједињене Државе | Мемориал колосеум               | Лос Анђелес, САД      | 91.255  |           |
| 2000   | Канада           | 2 : 0    | Колумбија        | Мемориал колосеум               | Лос Анђелес, САД      | 6.197   | [ 3 ]     |
| 2002   | Сједињене Државе | 2 : 0    | Костарика        | Стадион Роуз                    | Пасадена, САД         | 14.432  |           |
| 2003   | Мексико          | 01 : 0   | Бразил           | Стадион Астека                  | Мексико Сити, Мексико | 80.000  |           |
| 2005   | Сједињене Државе | 0 : 0 ‡  | Панама           | Стадион Џајантса                | Ист Радерфорд, САД    | 31.018  |           |
| 2007   | Сједињене Државе | 2 : 1    | Мексико          | Солџер филд                     | Чикаго, САД           | 60.000  |           |
| 2009   | Мексико          | 5 : 0    | Сједињене Државе | Стадион Џајантса                | Ист Радерфорд, САД    | 79.156  |           |
| 2011   | Мексико          | 4 : 2    | Сједињене Државе | Стадион Роуз                    | Пасадена, САД         | 93.420  |           |
| 2013   | Сједињене Државе | 1 : 0    | Панама           | Солџер филд                     | Чикаго, САД           | 57.920  |           |
| 2015   | Мексико          | 3 : 1    | Јамајка          | Стадион Линколн фајнаншиал филд | Филаделфија, САД      | 68.930  |           |
| 2017   | Сједињене Државе | 2 : 1    | Јамајка          | Стадион Ливајс                  | Санта Клара, САД      | 63.032  |           |
| 2019   | Мексико          | 1 : 0    | Сједињене Државе | Солџер филд                     | Чикаго, САД           | 62.493  |           |
| 2021   | Сједињене Државе | 01 : 0   | Мексико          | Стадион Елиџент                 | Парадајс, САД         | 61.114  |           |

## Резултати по државама
| Репрезентације   | Победници | Другопласирани | Укупно | Победничка година                              | Другопласиран, година        |
| ---------------- | --------- | -------------- | ------ | ---------------------------------------------- | ---------------------------- |
| Мексико          | 8         | 2              | 10     | 1993, 1996, 1998, 2003, 2009, 2011, 2015, 2019 | 2007, 2021                   |
| Сједињене Државе | 7         | 5              | 12     | 1991, 2002, 2005, 2007, 2013, 2017, 2021       | 1993, 1998, 2009, 2011, 2019 |
| Канада           | 1         | 0              | 1      | 2000                                           | –                            |
| Бразил           | 0         | 2              | 2      | –                                              | 1996, 2003                   |
| Јамајка          | 0         | 2              | 2      | –                                              | 2015, 2017                   |
| Панама           | 0         | 2              | 2      | –                                              | 2005, 2013                   |
| Колумбија        | 0         | 1              | 1      | –                                              | 2000                         |
| Костарика        | 0         | 1              | 1      | –                                              | 2002                         |
| Хондурас         | 0         | 1              | 1      | –                                              | 1991                         |